# 1908

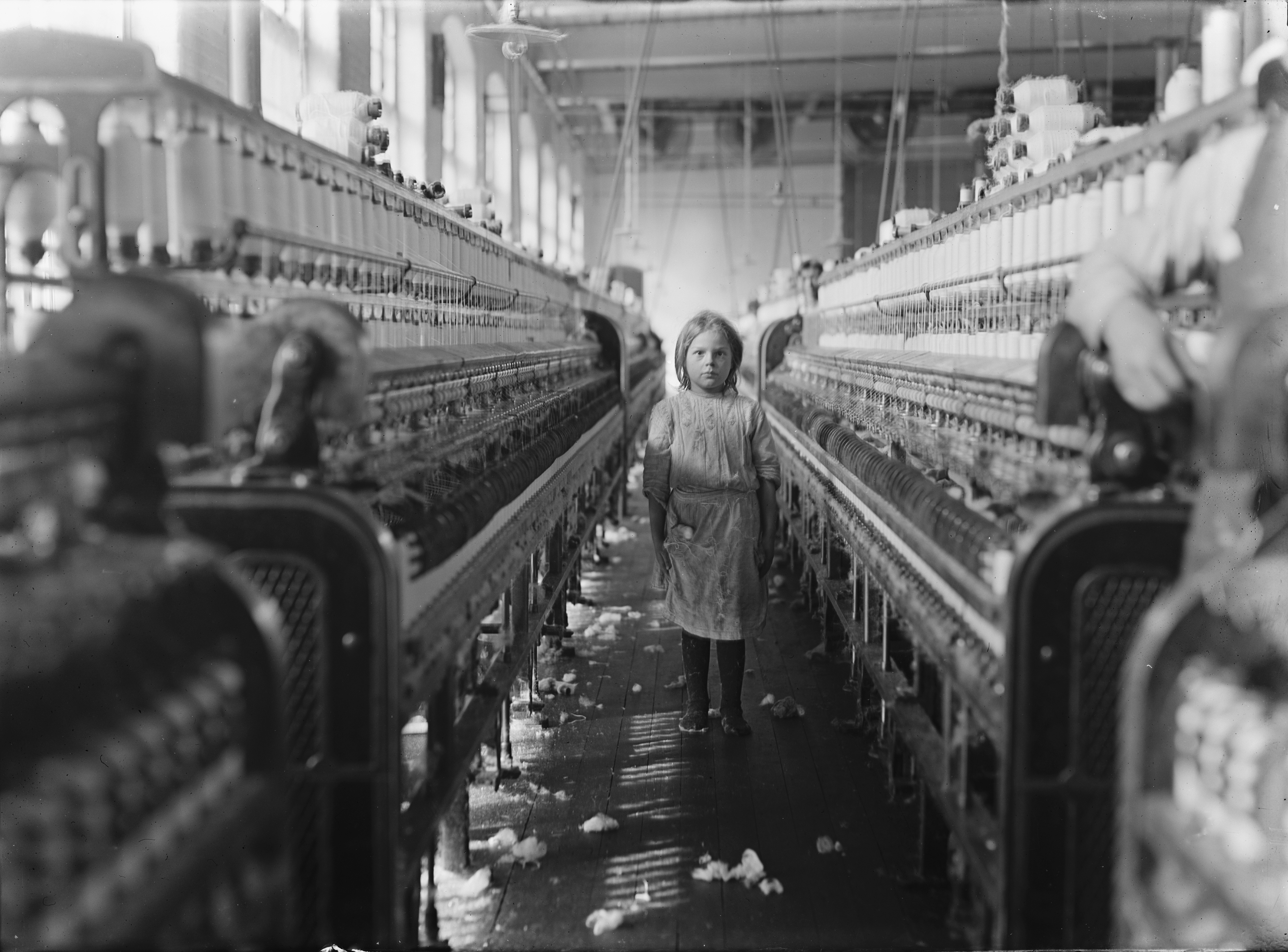
Kinderarbeid in een spinnerij in Newberry, South Carolina, Lewis Hine 1976.

1908 is een jaartal volgens de christelijke jaartelling.

## Gebeurtenissen
januari
- 8 - Het nieuwe Belgische kabinet-Schollaert neemt de legerkwestie onder de loep. De persoonlijke dienstplicht wordt ingevoerd.
- 11 - Het nationaal monument Grand Canyon wordt gesticht.
- 12 - Er wordt voor het eerst over lange afstand een radiobericht verzonden, vanaf de Eiffeltoren in Parijs.
- 24 - Robert Baden Powell begint met de publikatie in afleveringen van Scouting for Boys.
- 27 - Ontdekking van de Jupitermaan Pasiphae door Philibert Jacques Melotte.

februari
- 1 - In Lissabon wordt een aanslag gepleegd op de Portugese koninklijke familie. Koning Karel en de kroonprins Lodewijk Filips worden gedood. Koningin Amélie en prins Emanuel blijven ongedeerd.
- 12 - Het Nederlandse kabinet-De Meester wordt opgevolgd door een confessioneel kabinet onder leiding van Theo Heemskerk.

maart
- 7 - Oprichting van de Linschoten-Vereeniging door een aantal historici en oud-zeevarenden die zich bijzonder interesseren voor reisverhalen.
- 8 - In New York staken de naaisters voor de achturige werkdag en voor het vrouwenkiesrecht.
- 12 - In Amsterdam wordt Vrij Dispuutgezelschap V.I.V.A.T. opgericht.

april
- 3 - Oprichting van de Nederlandse Bond voor Lichamelijke Opvoeding.
- 5 - De Vlaming Cyriel Van Hauwaert wint de tweede editie van de wielerwedstrijd Milaan-San Remo.  Als training heeft hij de weg van zijn woonplaats Moorslede naar Milaan per fiets afgelegd.
- 21 - De Amerikaan Frederick Cook bereikt als eerste de Noordpool (naar eigen bewering).
- 27 - Opening in Londen van de Olympische Zomerspelen 1908.

mei
- 1 - Eerste verschijnen in boekvorm van "Scouting for Boys: A Handbook for Instruction in Good Citizenship)", door de Britse generaal Robert Baden Powell.
- 20 - Oprichting Boedi Oetomo, eerste nationalistische beweging in Nederlands-Indië.
- 21 - In het station Kontich rijdt een lege trein wegens een verkeerde wisselstand in op een stilstaande reizigerstrein. Drie rijtuigen worden vernield en er vallen 40 doden.
- 29 - Oprichting sportclub RSC Anderlecht met Charles Roos als eerste voorzitter.
- Quick wordt voetbalkampioen van Nederland.

juni
- 21 - In Londen demonstreren duizenden vrouwen voor het vrouwenkiesrecht.
- 30 - Een vermoedelijke meteoriet veroorzaakt de Toengoeska-explosie in Evenkië in Siberië.
- 30 tot 20 november - Expeditie onder leiding van de Nederlandse marineofficier Johan Eilerts de Haan naar de bron van de Surinamerivier.

juli
- 10 - Heike Kamerlingh Onnes slaagt er als eerste in om helium vloeibaar te maken en Leiden wordt het koudste plekje op aarde.
- 19 - Oprichting van Rotterdamse voetbalclub Feyenoord.
- 19 - Oprichting in Manchester van de wereldzwembond Fédération Internationale de Natation Amateur (FINA).
- 20 - De Amerikaanse zwemmer Charles Daniels scherpt bij de Olympische Spelen in Londen het wereldrecord op de 100 meter vrije slag aan tot 1.05,6. Het oude record stond sinds 3 december 1905 op naam van de Hongaar Zoltán Halmay.
- 22 - De Indiase nationalist Bal Gangadhar Tilak wordt tot zes jaar gevangenisstraf veroordeeld wegens opruiing.

augustus
- 7 - In de Italiaanse sportkrant La Gazzetta dello Sport wordt de eerste Giro d’Italia aangekondigd. In navolging van een autorace door heel Italië – georganiseerd door concurrent Corriere della Sera– presenteert de roze krant in zeven grote kolommen de Italiaanse tegenhanger van de Tour de France.
- 15 - In het Duitse Dresden vindt het derde Universele Esperantocongres plaats.
- 31 - De Antoinette II maakt als eerste eendekker een vlucht met een passagier.
- De Marokkaanse prins Abdelhafid zet zijn halfbroer Abd el Aziz af en wordt zelf sultan van Marokko.

september
- 17 - Een Wright Flyer stort neer boven Virginia, waarbij de passagier omkomt en piloot Orwell Wright gewond raakt. Dit is het eerste vliegtuigongeluk in de moderne luchtvaart.
- 27 - In het Amerikaanse Detroit rijdt de eerste Ford Model T uit de fabriek, een auto waarvan er 15 miljoen gebouwd zouden worden.

oktober
- 1 - De Hofpleinlijn tussen Rotterdam en Den Haag wordt in gebruik genomen.
- 1 - De nieuwe zeesluis van Terneuzen gaat open voor de scheepvaart.
- 5 - Het autonome vorstendom Bulgarije verklaart zich onafhankelijk van het Osmaanse rijk.
- 5 - Oostenrijk-Hongarije annexeert Bosnië, dat vanaf 1878 een condominium was, bestuurd samen met het Ottomaanse Rijk.
- 6 - De Oostenrijks-Hongaarse minister van Buitenlandse Zaken Alois van Aehrenthal bezoekt zijn Russische collega Isvolski.
- 10 - In Frankrijk worden twee vliegrecords gebroken: Wilbur Wright legt een afstand af van 80 kilometer, weliswaar in rondjes rond het vertrekpunt dat ook het aankomstpunt is. Zijn passagier is de wiskundige Paul Painlevé. Henri Farman behaalt de nieuwe topsnelheid van 52 km/h..
- 18 - Koning Leopold II draagt de Kongo-Vrijstaat over aan de Belgische staat.

november
- Baron Pierre de Caters vliegt als eerste Belg boven België.
- William Howard Taft verslaat William Jennings Bryan in de presidentsverkiezingen in de VS.
- 14 - In China sterft keizer Guangxu, vermoedelijk door vergiftiging. Een dag later overlijdt de machtige keizerin-weduwe Cixi. Het keizerschap gaat over op een kleuter: Pu-Yi. Hij wordt de laatste keizer van de Qing-dynastie.

december
- 28 - Een aardbeving en tsunami vernietigen Messina op Sicilië. Meer dan 75.000 mensen komen om.
- 31 - De vliegenier Wilbur Wright legt in Frankrijk bij sneeuw en drie graden vorst 123 kilometer af in 2 uur, 20 minuten en 23 seconden, waarmee hij een nieuw afstands- en duurterecord vestigt en de Michelin-prijs van 20.000 Franse franc ontvangt.

zonder datum
- Leo Baekeland ontwikkelt het eerste synthetische polymeer, het bakeliet.
- Het Verenigd Koninkrijk voert de Two Power Standard en de dienstplicht in.
- De Franse president Armand Fallières gaat op staatsbezoek in het Verenigd Koninkrijk.
- De Britse koning Eduard VII bezoekt Rusland.

## Muziek
- Maurice Ravel componeert Gaspard de la nuit, een werk piano
- Claude Debussy componeert Le petit Nègre

### Premières
- 11 januari: Albert Roussels Quatre poèmes opus 8
- 18 januari: Frederick Delius' versie van Brigg Fair
- 4 februari: Edvard Griegs Fire salmer efter norske folketoner
- 18 februari: opening van het Kungliga Dramatiska Teatern met
  - opvoering van Hugo Alfvéns Feestmuziek voor groot orkest
  - opvoering van Meester Olof van August Strindberg met gelijknamige muziek van Tor Aulin
- 6 maart: Frank Bridges Scherzo voor cello en piano en Elegie voor cello en piano
- 22 maart: Albert Roussels Symfonie nr. 1
- 6 april: Frank Bridges Gondoliera in e mineur en Morceau caractéristique
- 15 april: Wilhelm Stenhammars Pianoconcert nr. 2
- 2 juni: Jan van Gilses Symfonie nr. 3
- 14 juli: Toivo Kuula's Lapuamars
- 21 juli: Frank Bridges Dansrapsodie
- 9 oktober: Albert Roussels Sonate nr. 1 voor viool en piano
- 16 december: Johan Halvorsens versie van Du gamla, Du fria
- 16 december: Albert Roussels Le marchand de sable qui passe

## Beeldende kunst

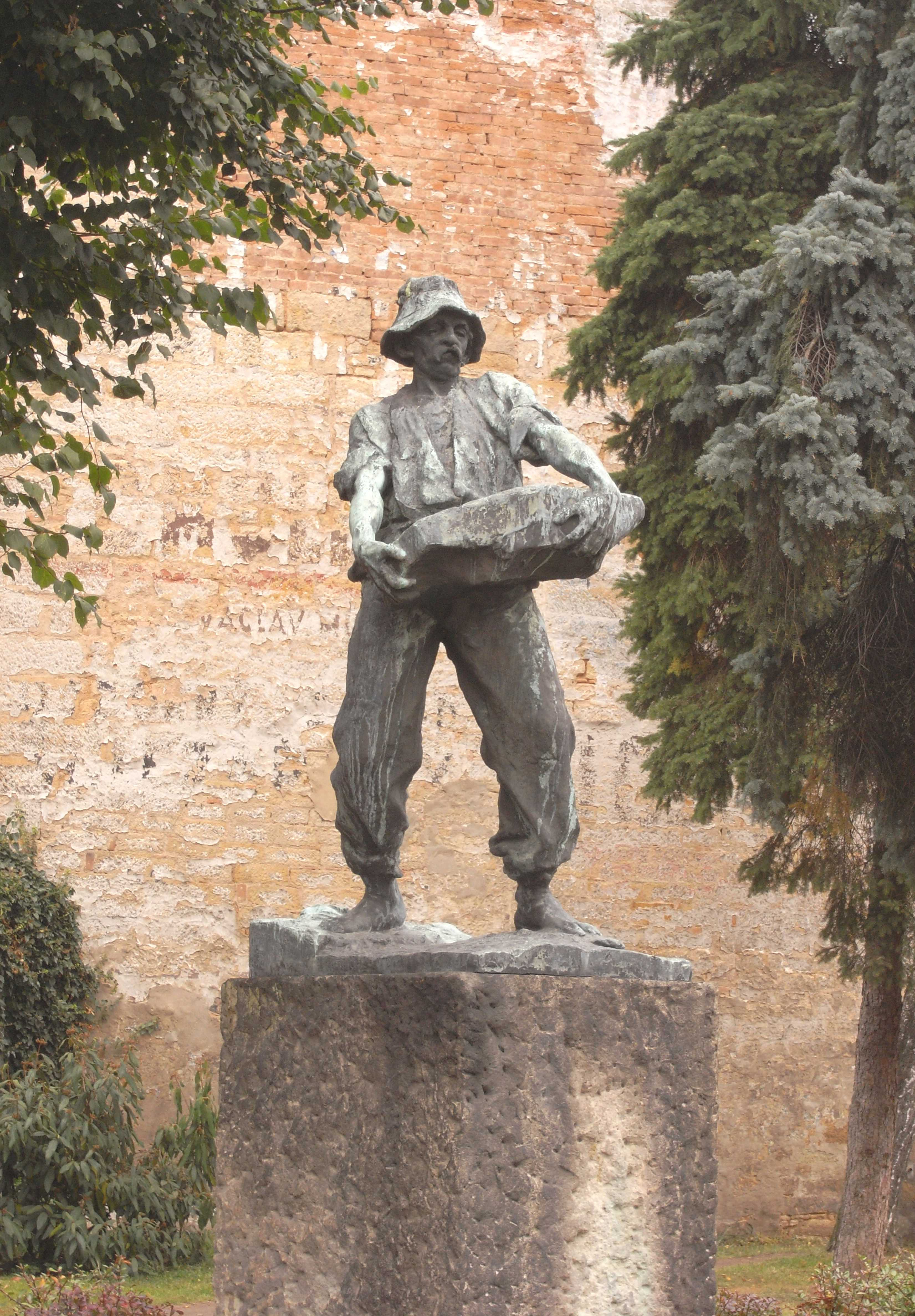
Steenhouwer (1908) K. Bendelmayer, Hořice (Tsjechië)
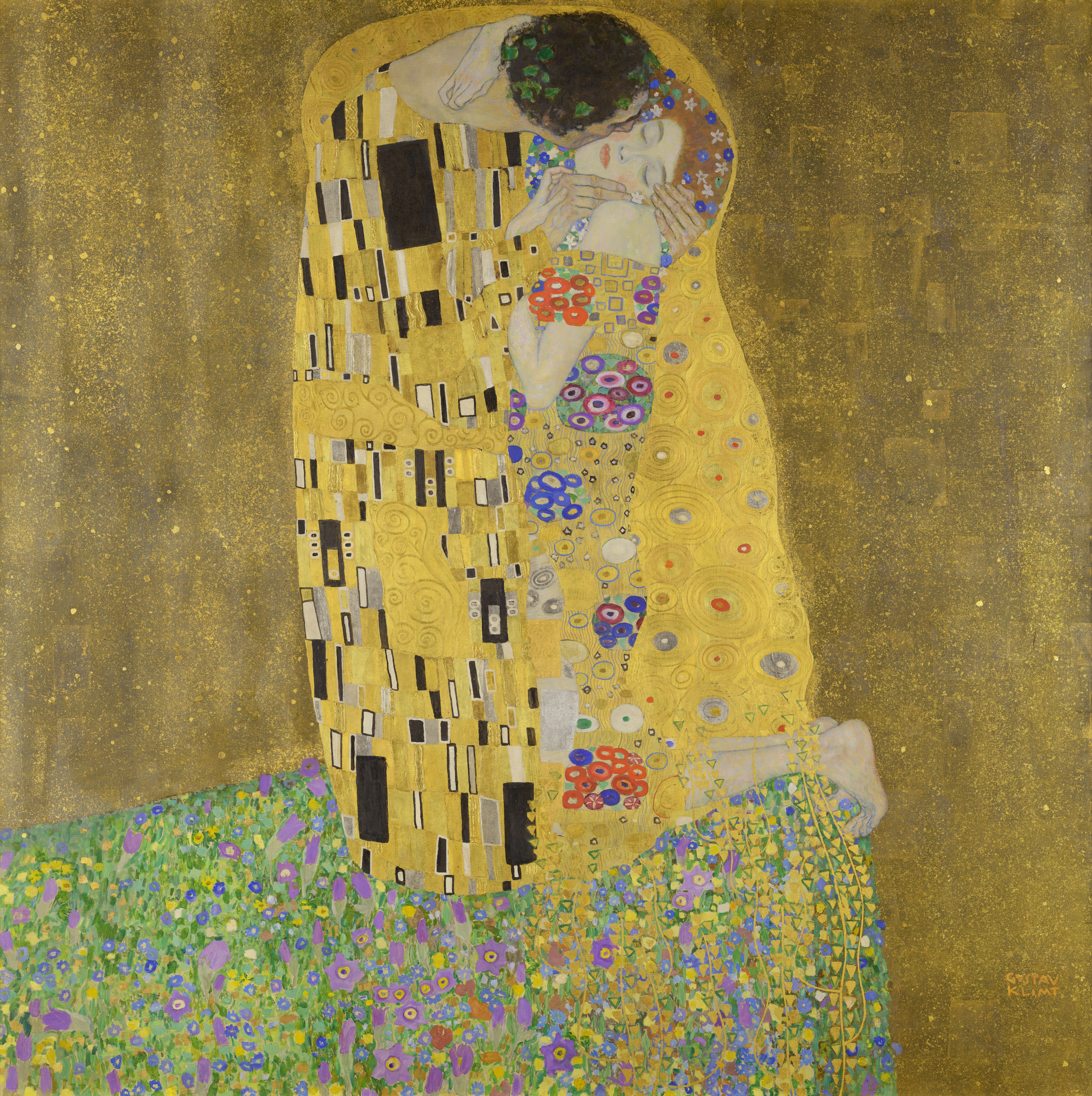
De kus (1908) Gustav Klimt, Österreichische Galerie Belvedere, Wenen
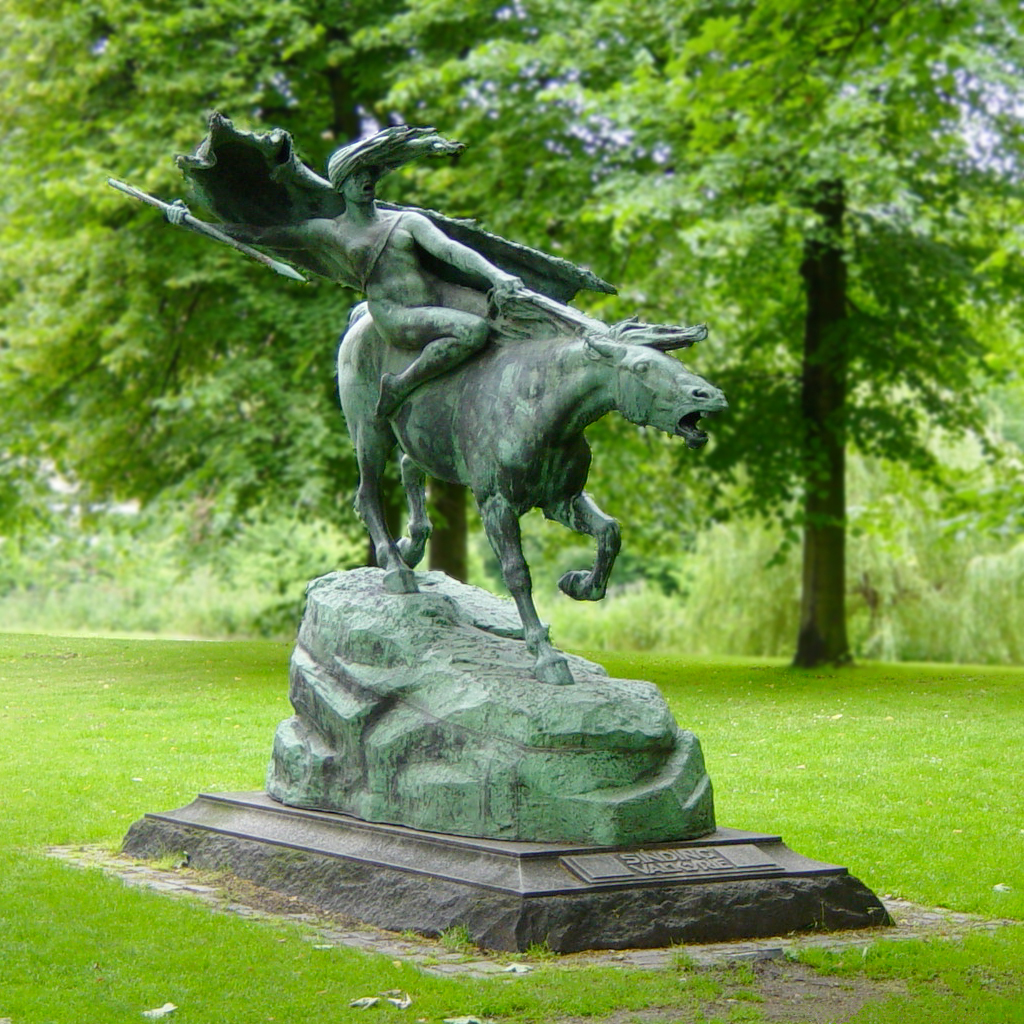
Walkure (1908) Stephan Sinding, Churchill Park, Kopenhagen

## Bouwkunst
- Het Rotterdamse station Hofplein, ontworpen door architect Jacobus Pieter Stok, komt gereed en wordt in gebruik genomen

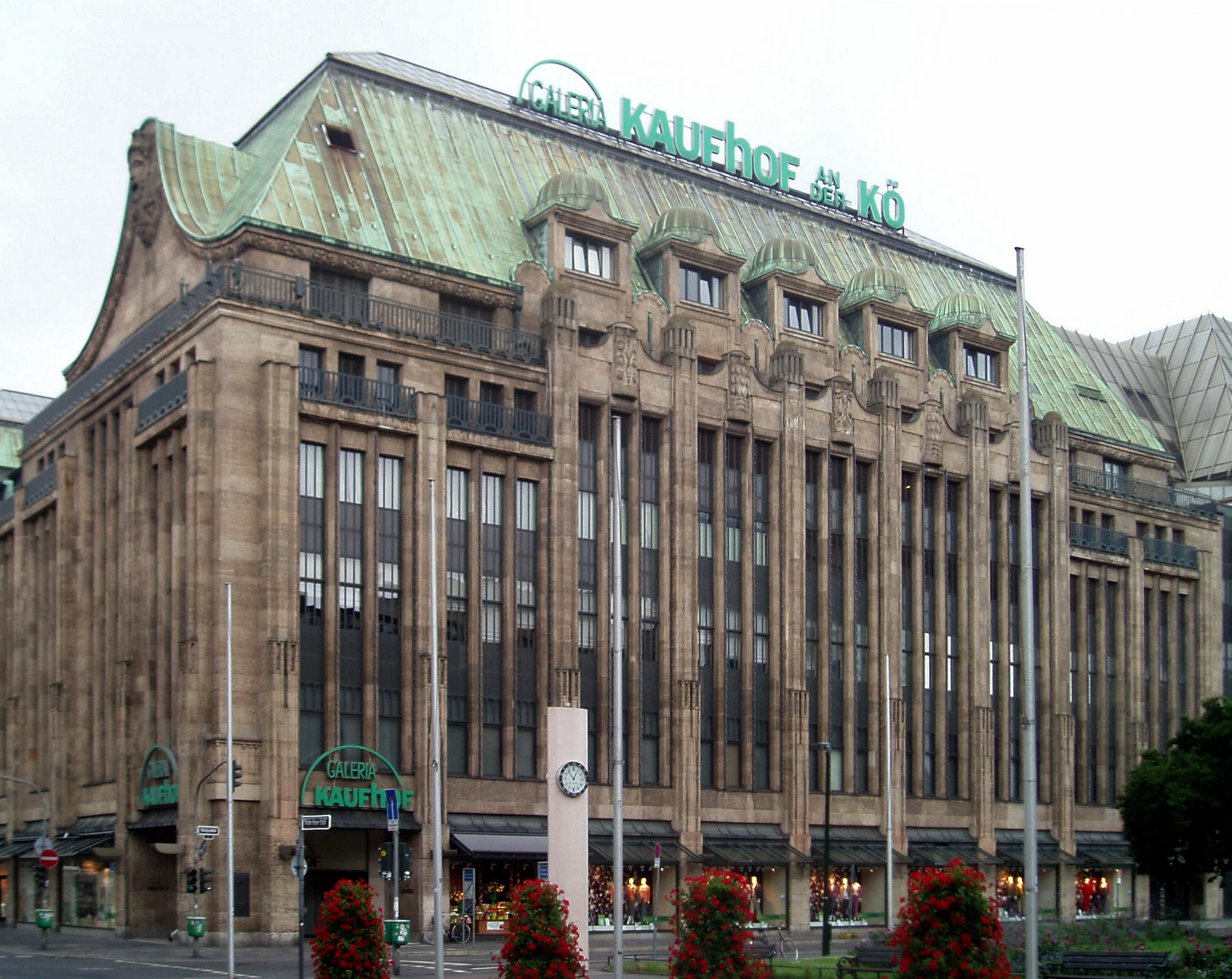
Warenhuis Tietz, Düsseldorf (1908) Joseph Maria Olbrich
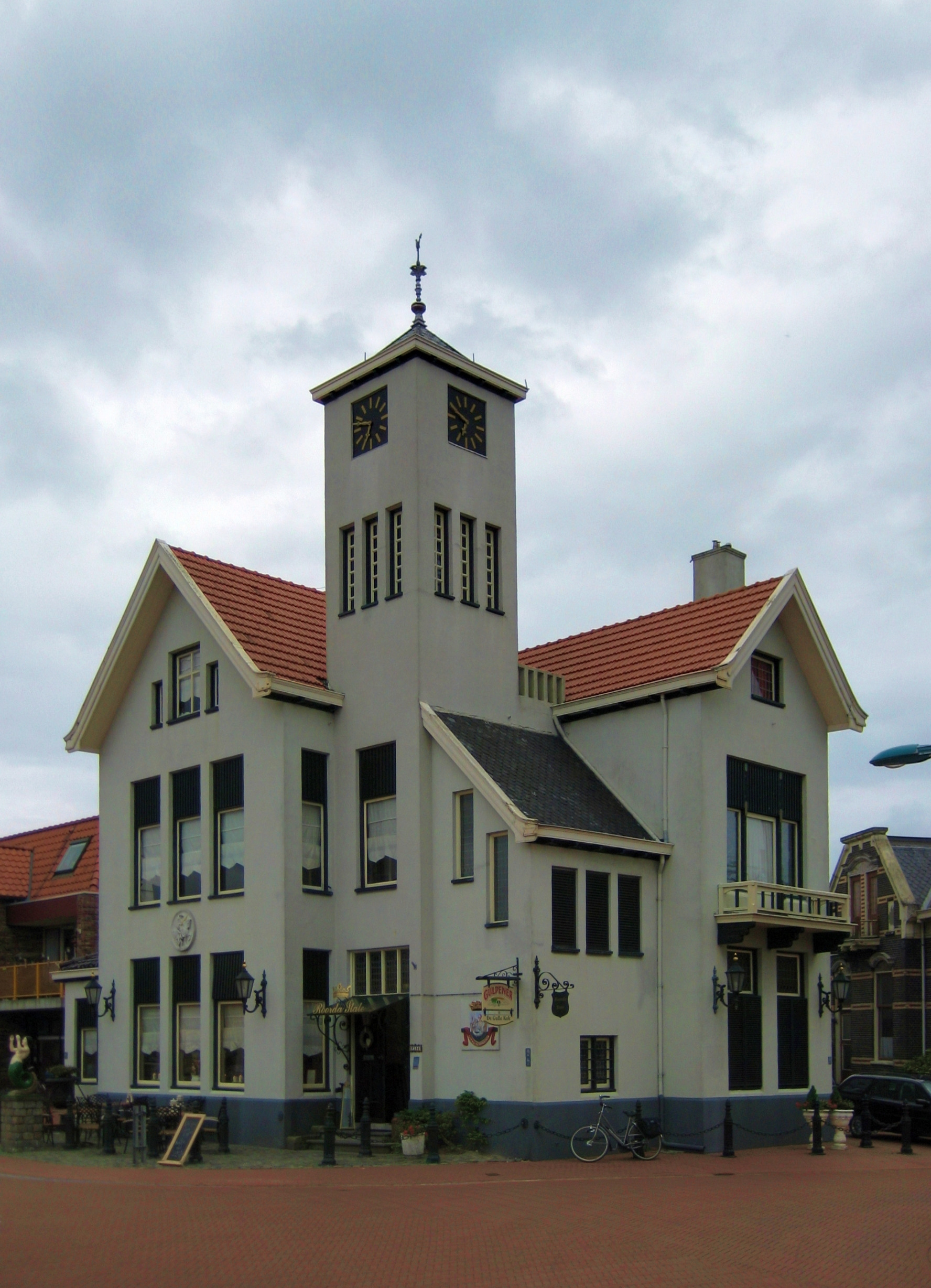
Vm gemeentehuis, Uithuizermeeden (1908) Adrianus van Wissen

## Geboren

### januari
- 8 - William Hartnell, Brits acteur (overleden 1975)
- 9 - Simone de Beauvoir, Frans romancière en filosofe (overleden 1986)
- 15 - Edward Teller, Joods-Amerikaans kerngeleerde (overleden 2003)
- 16 - Ethel Merman, Amerikaans zangeres en actrice (overleden 1984)
- 16 - Johannes Verkuyl, Nederlands hoogleraar (overleden 2001)
- 18 - Armand Lepaffe, Belgisch atleet (overleden 1981)
- 22 - Lev Landau, Sovjet-Russisch natuurkundige en Nobelprijswinnaar (overleden 1968)
- 26 - Stéphane Grappelli, Frans jazzviolist (overleden 1997)
- 27 - Émile Binet, Belgisch atleet (overleden 1958)
- 30 - Gerrit Toornvliet, Nederlands predikant (overleden 1981)

### februari
- 1 - Paolo Bertoli, Italiaans kardinaal (overleden 2001)
- 2 - Bets ter Horst, Nederlands atlete (overleden 1997)
- 4 - Julian Bell, Brits dichter (overleden 1937)
- 4 - Heinz Pollay, Duits ruiter (overleden 1979)
- 5 - Marie Baron, Nederlands zwemster (overleden 1948)
- 6 - Amintore Fanfani, Italiaans politicus (overleden 1999)
- 9 - Hilda van Stockum, Engels kinderboekenschrijfster (overleden 2006)
- 17 - Jacques van Egmond, Nederlands wielrenner (overleden 1969)
- 21 - Gien de Kock, Nederlands atlete (overleden 1998)
- 22 - Maarten Krabbé, Nederlands kunstschilder (overleden 2005)
- 23 - Jo Ypma, Nederlands schrijfster (overleden 1986)
- 24 - Harry Brauner, Roemeens etnomusicoloog en hoogleraar (overleden 1988)
- 25 - Folke Frölén, Zweeds ruiter (overleden 2002)
- 26 - Tex Avery, Amerikaans maker van tekenfilms (overleden 1980)
- 26 - Jean-Pierre Wimille, Frans autocoureur (overleden 1949)
- 28 - Albert Scherrer, Zwitsers autocoureur (overleden 1986)
- 29 - Balthus (Balthasar Kłossowski), Frans kunstschilder (overleden 2001)

### maart
- 2 - Walter Bruch, Duits elektrotechnicus en televisiepionier (overleden 1990)
- 4 - Albert van der Schatte Olivier, Nederlands marineofficier (overleden 1967)
- 5 - Rex Harrison, Engels acteur (overleden 1990)
- 7 - Nat Gonella, Brits jazztrompettist (overleden 1998)
- 7 - Joop van Santen, Nederlands econoom (overleden 1992)
- 10 - Jo Zanders, Nederlands burgemeester van Venlo tijdens WO II (overleden 1999)
- 13 - Paul Stewart, Amerikaans acteur (overleden 1986)
- 14 - Maurice Merleau-Ponty, Frans filosoof (overleden 1961)
- 15 - Roland Varno, Amerikaans acteur van Nederlandse afkomst (overleden 1996)
- 18 - Martien Coppens, Nederlands fotograaf (overleden 1986)
- 18 - Margje Toonder, Nederlands schrijfster en schilderes (overleden 1991)
- 25 - Arthur Dreifuss, Duits-Amerikaans filmregisseur (overleden 1993)
- 25 - Betsy Hupka-Barth,  Nederlands germaniste (overleden 2004)
- 26 - Franz Stangl, Oostenrijks SS'er (overleden 1971)
- 27 - Jacques den Haan, Nederlands publicist (overleden 1982)
- 29 - Bob Weighton, Brits supereeuweling; oudste man ter wereld (overleden 2020)

### april
- 1 - Abraham Maslow, Amerikaans psycholoog (overleden 1970)
- 3 - Iding Soemita, Javaans-Surinaams politicus (overleden 2001)
- 3 - Willy den Turk, Nederlands zwemster (overleden 1937)
- 5 - Bette Davis, Amerikaans actrice (overleden 1989)
- 5 - Herbert von Karajan, Duits dirigent (overleden 1989)
- 7 - Percy Faith, Amerikaans componist en orkestleider (overleden 1976)
- 11 - Robert O'Brien, Amerikaans autocoureur (overleden 1987)
- 12 - Virginia Cherrill, Amerikaans actrice (overleden 1996)
- 13 - Durk van der Duim, Nederlands schaatser, winnaar van de zesde Elfstedentocht (overleden 1990)
- 13 - Alberto Zozaya, Argentijns voetballer (overleden 1981)
- 15 - Lita Grey, Amerikaans actrice (overleden 1995)
- 16 - Ray Ventura, Frans singer-songwriter, acteur en orkestleider (overleden 1979)
- 20 - Lionel Hampton, Amerikaans jazzvibrafonist (overleden 2002)
- 21 - Alfred Lion, Amerikaans muziekproducent en een van de oprichters van Blue Note Records (overleden 1987)
- 24 - Inga Gentzel, Zweeds atlete (overleden 1991)
- 24 - Józef Gosławski, Pools beeldhouwer, en medailleontwerper (overleden 1963)
- 27 - Carlo Felice Trossi, Italiaans autocoureur (overleden 1949)
- 28 - Ethel Catherwood, Canadees atlete (overleden 1987)
- 28 - Oskar Schindler, Duits industrieel die bekend werd door zijn hulp aan de Joden tijdens de Holocaust (overleden 1974)
- 30 - Aat van Noort, Nederlands atlete (overleden 1998)

### mei
- 1 - Krystyna Skarbek, Pools geheim agent in dienst van de Britse Special Operations Executive (SOE) tijdens de Tweede Wereldoorlog (overleden 1952)
- 12 - Alejandro Scopelli, Italo-Argentijns voetballer en trainer (overleden 1987)
- 14 - Nicholas Kurti, Engels natuurkundige (overleden 1998)
- 19 - Percy Williams, Canadees atleet (overleden 1982)
- 20 - James Stewart, Amerikaans acteur en militair (overleden 1997)
- 20 - Hilda Verwey-Jonker, Nederlands sociologe en politica (overleden 2004)
- 23 - John Bardeen, Amerikaans natuurkundige, tweevoudig winnaar van de Nobelprijs voor Natuurkunde (overleden 1991)
- 23 - Annemarie Schwarzenbach, Zwitsers schrijfster, journaliste en fotografe (overleden 1942)
- 26 - Aleksej Arboezov, Russisch toneelschrijver (overleden 1986)
- 28 - Ian Fleming, Engels romanschrijver (overleden 1964)
- 30 - Hannes Alfvén, Zweeds natuurkundige en Nobelprijswinnaar (overleden 1995)
- 30 - Mel Blanc, Amerikaans stemacteur (overleden 1989)
- 31 - Mellie Uyldert, Nederlands astrologe en alternatief genezeres (overleden 2009)

### juni
- 2 - Michael Staksrud, Noors schaatser (overleden 1940)
- 5 - Franco Rol, Italiaans autocoureur (overleden 1977)
- 5 - Pedro Suárez, Spaans-Argentijns voetballer (overleden 1979)
- 6 - Giovanni Bracco, Italiaans autocoureur (overleden 1968)
- 10 - Jan Verhaert, Belgisch atleet (overleden 1999)
- 11 - Law Adam, Nederlands voetballer (overleden 1941)
- 11 - Karl Hein, Duits atleet (overleden 1982)
- 11 - Cor Lemaire, Nederlands pianist, dirigent en componist (overleden 1981)
- 18 - Karl Hohmann, Duits voetballer en trainer (overleden 1974)
- 20 - Charles Concordia, Amerikaans elektrotechnicus (overleden 2003)
- 24 - Tullio Pinelli, Italiaans scenarioschrijver (overleden 2009)
- 29 - Leroy Anderson, Amerikaans componist (overleden 1975)
- 29 - Erik Lundqvist, Zweeds atleet (overleden 1963)
- 30 - Dave Baan, Nederlands bokser (overleden 1984)
- 30 - Johan Buursink, Nederlands journalist en publicist (overleden 1993)
- 30 - Rob Nieuwenhuys, Nederlands schrijver (overleden 1999)

### juli
- 1 - Peter Anders, Duits operazanger (overleden 1954)
- 2 - Chaja Ruchel Goldstein, Nederlandse danseres (overleden 1999)
- 6 - Raffaele Di Paco, Italiaans wielrenner (overleden 1996)
- 7 - Evert Willem Beth, Nederlands logicus (overleden 1964)
- 12 - Milton Berle, Amerikaans acteur en zanger (overleden 2002)
- 12 - Wilhelmina Bladergroen, Nederlands hoogleraar orthopedagogiek (overleden 1983)
- 23 - Elio Vittorini, Italiaans schrijver en vertaler (overleden 1966)
- 26 - Corrado Ursi, Italiaans kardinaal en aartsbisschop van Napels (overleden 2003)

### augustus
- 5 - Jose Garcia Villa, Filipijns dichter (overleden 1997)
- 7 - Leopold Verhagen, Nederlands augustijner pater en omroepgeestelijke (overleden 1997)
- 8 - Arthur Goldberg, Amerikaans politicus, jurist en diplomaat (overleden 1990)
- 18 - Edgar Faure, Frans politicus en premier van Frankrijk (overleden 1988)
- 22 - Henri Cartier-Bresson, Frans fotograaf (overleden 2004)
- 23 - Willi Eichhorn, Duits roeier (overleden 1994)
- 23 - Hannah Frank, Schots beeldhouwster (overleden 2008)
- 26 - Rufino Santos, Filipijns kardinaal en aartsbisschop van Manilla (overleden 1973)
- 27 - Lyndon B. Johnson, 36ste president van de Verenigde Staten (overleden 1973)
- 29 - Miguel Ángel Lauri, Argentijns voetballer (overleden 1994)

### september
- 7 - Michael DeBakey, Amerikaans wetenschapper (overleden 2008)
- 12 - Jarl Malmgren, Fins voetballer (overleden 1942)
- 13 - Sicco Mansholt, Nederlands boer, minister van landbouw en lid van de Europese Commissie (overleden 1995)
- 15 - Dolf Benz, Nederlands atleet (overleden 1988)
- 19 - Mika Waltari, Fins schrijver (overleden 1979)
- 19 - Victor Weisskopf, Oostenrijks-Amerikaans natuurkundige (overleden 2002)
- 21 - George Simpson, Amerikaans atleet (overleden 1961)
- 21 - Charles Upham, Nieuw-Zeelands militair in de Tweede Wereldoorlog (overleden 1994)
- 25 - Roger Beaufrand, Frans wielrenner (overleden 2007)
- 26 - Maurits Naessens, Belgisch bankier (overleden 1982)
- 28 - Connie Patijn, Nederlands politicus (overleden 2007)
- 29 - Eddie Tolan, Amerikaans atleet (overleden 1967)
- 30 - David Oistrach, Russisch violist (overleden 1974)

### oktober
- 9 - Jacques Tati, Frans filmacteur en -regisseur (overleden 1982)
- 10 - Marcus Jan Adriani, Nederlands botanicus (overleden 1995)
- 10 - Mercè Rodoreda, Catalaans schrijfster (overleden 1983)
- 11 - Yves Joly, Frans komiek, poppenspeler en -ontwerper, en theatervormgever (overleden 2013)
- 12 - Ann Petry, Amerikaans schrijfster (overleden 1997)
- 13 - René Geeraert, Belgisch atleet (overleden 1999)
- 13 - Carlos Peucelle, Argentijns voetballer (overleden 1990)
- 14 - George Harold Brown, Amerikaans elektrotechnicus (overleden 1987)
- 15 - John Kenneth Galbraith, Amerikaans econoom, publicist, ambtenaar en diplomaat (overleden 2006)
- 16 - Enver Hoxha, Albanees staatsman (overleden 1985)
- 17 - Jan van Hout, Nederlands wielrenner en verzetsstrijder (overleden 1945)
- 19 - Geirr Tveitt, Noors componist (overleden 1981)
- 23 - Juan Botasso, Argentijns voetballer (overleden 1950)
- 23 - Ilja Frank, Russisch natuurkundige en Nobelprijswinnaar (overleden 1990)
- 23 - Elek Schwartz, Roemeens voetballer en voetbaltrainer (overleden 2000)
- 31 - Irfan Orga, Turks schrijver (overleden 1970)

### november
- 1 - Cas Oorthuys, Nederlands fotograaf (overleden 1975)
- 3 - Giovanni Leone, zesde president van Italië (overleden 2001)
- 3 - Bronko Nagurski, Canadees Americanfootballspeler en professioneel worstelaar (overleden 1990)
- 8 - Dumitru Comănescu, Roemeens landbouwingenieur en supereeuweling (overleden 2020)
- 8 - Martha Gellhorn, Amerikaans schrijfster en oorlogscorrespondente (overleden 1998)
- 12 - Hans Werner Richter, Duits schrijver (overleden 1993)
- 16 - Zuster Emmanuelle, Belgisch-Frans non en weldoenster (overleden 2008)
- 17 - Thore Enochsson, Zweeds atleet (overleden 1993)
- 21 - Salo Flohr, Russisch schaker (overleden 1983)
- 23 - Leo Braat, Nederlands beeldhouwer en tekenaar (overleden 1982)
- 24 - Aleksander Ford, Pools filmregisseur (overleden 1980)
- 24 - Libertad Lamarque, Argentijns actrice (overleden 2000)
- 25 - Ottis Stine, Amerikaans autocoureur (overleden 2000)
- 28 - Claude Lévi-Strauss, Frans etnoloog (overleden 2009)

### december
- 3 - Michael Warriner, Brits roeier (overleden 1986)
- 4 - Alfred Hershey, Amerikaans bacterioloog, geneticus en Nobelprijswinnaar (overleden 1997)
- 5 - Louis Versyp, Belgisch voetballer en voetbalcoach (overleden 1988)
- 6 - Petronella Burgerhof, Nederlands gymnaste (overleden 1991)
- 6 - Baby Face Nelson, Amerikaans gangster (overleden 1934)
- 6 - Miklós Szabó, Hongaars atleet (overleden 2000)
- 8 - Concha Piquer, Spaans zangeres en actrice (overleden 1990)
- 9 - Myriam von Fürstenberg, Duits-Nederlands weduwe van NSB'er Max de Marchant et d'Ansembourg (overleden 2006)
- 9 - Maurice Mandelbaum, Amerikaans filosoof (overleden 1987)
- 10 - Olivier Messiaen, Frans componist (overleden 1992)
- 10 - Arnold van Ruler, Nederlands predikant en theoloog (overleden 1970)
- 11 - Elliott Carter, Amerikaans componist (overleden 2012)
- 11 - Manoel de Oliveira, Portugees filmregisseur (overleden 2015)
- 11 - Alfred Proksch, Oostenrijks atleet (overleden 2011)
- 17 - Phyllis Barry, Brits actrice (overleden 1954)
- 17 - Willard Libby, Amerikaans fysisch-chemicus en Nobelprijswinnaar (overleden 1980)
- 17 - Raymond Louviot, Frans wielrenner en ploegleider (overleden 1969)
- 19 - Gisèle Freund, Frans fotograaf en kunsthistoricus (overleden 2000)
- 22 - Marius Duintjer, Nederlands architect (overleden 1983)
- 25 - Quentin Crisp, Engels schrijver en acteur (overleden 1999)
- 29 - Claire Dodd, Amerikaans actrice (overleden 1973)
- 29 - Gerben Sonderman, Nederlands vlieger (overleden 1955)
- 30 - Jules Vandooren, Frans voetballer en voetbalcoach (overleden 1985)
- 31 - Simon Wiesenthal, Joods-Oekraïens nazi-jager (overleden 2005)

## Overleden
januari
- 4 - Anthony Winkler Prins (90), Nederlands schrijver, dichter en dominee, auteur van de naar hem genoemde encyclopedie
- 8 - Karel Beukema (30), Nederlands tennisser
- 14 - Catharina Louisa Maria Alberdingk Thijm (59), Nederlands schrijfster en sociaal werkster
- 17 - Ferdinand IV van Toscane (72)
- 18 - Herman Snellen (73), Nederlands oogarts en hoogleraar oogheelkunde
- 21 - Jaantje Struik (59), Nederlandse oplichtster
- 28 - Jozef Freinademetz (55), Italiaans heilige en missionaris van Steyl

februari
- 1 - Karel I (44), Portugees koning
- 1 - Lodewijk Filips van Portugal (21), kroonprins van Portugal
- 16 - Luigi Bigiarelli (32), Italiaans atleet

maart
- 31 - Lodewijk Dommers (71), Nederlands bestuurder en ondernemer

april
- 11 - Henry Bird (77), Britse schaker

mei
- 17 - Henri François Rikken (44), Surinaams prozaschrijver
- 26 - Mirza Ghulam Ahmad (73), stichter van de Ahmadiyya Moslim Gemeenschap

juni
- 21 - Nikolaj Rimski-Korsakov (64), Russisch componist
- 24 - Grover Cleveland (71), 22ste en 24ste president van de Verenigde Staten
- 30 - Thomas Hill (78), Amerikaans kunstschilder

juli
- 10 - Eliza Laurillard (78), Nederlands dominee en dichter
- 10 - Elisabeth van Saksen-Weimar-Eisenach (54)
- 30 - Gerardus Louis Cornelis van Rossen Hoogendijk (53), Nederlands burgemeester
- 31 - Francis Allan (81), Nederlands auteur

augustus
- 20 - Albert Cornelis Vreede (68), Nederlands hoogleraar
- 25 - Antoine Henri Becquerel (55), Frans natuurkundige en ontdekker van de radioactiviteit

september
- 13 - Edmund Kretschmer (78), Duits musicus

oktober
- 4 - Wilhelm Wickop (83), Duits architect
- 10 - Anne van Hasselt (69), Nederlands ondernemer

november
- 8 - William Edward Ayrton (61), Brits natuurkundige en elektrotechnicus
- 14 - Guangxu (37), Chinees keizer
- 15 - Cixi (72), Chinees keizerin-weduwe
- 19 - Vital Moreels (80), Belgisch politicus

december
- 8 - Josef Zemp (74), Zwitsers politicus

datum onbekend
- Jacob Davis (74), uitvinder van de spijkerbroek

## Weerextremen in België
- april: In Ukkel wordt er op acht dagen van deze maand april neerslag waargenomen vergezeld van sneeuw. Dit is één dag minder dan in 1970.
- 24 oktober: Sneeuwbuien waargenomen in Vlaanderen. 13 cm sneeuw in Zomergem.
- herfst: Na 1959 herfst met hoogste zonneschijnduur : 469 (normaal 378,2 u).
- oktober: Oktober met laagste aantal neerslagdagen: 5 (normaal 17 dagen) (ex aequo met 1965).

Bron: KMI Gegevens Ukkel 1901-2003  met aanvullingen 

## Verschenen
- A Room with a View van E.M. Forster
- The Old Wives' Tale van Arnold Bennett
- All Things Considered van G.K. Chesterton
- Anne of Green Gables van Canadees auteur Lucy Maude Montgomery